# Geisenheim
Geisenheim este un oraș din landul Hessa, Germania.